# Beguine
Beguine – powolny taniec ludowy z Martyniki, w metrum 4/4, obecnie należący do kanonu tańca towarzyskiego. 
W latach trzydziestych XX wieku był lansowany, lecz bez powodzenia, w Paryżu. Swą popularność zdobył dopiero dzięki Cole Porterowi i jego piosence Begin the Beguine zaśpiewanej w musicalu Jubilee (1935) a wystawionym na nowojorskim Broadwayu. 
 W żargonie polskich muzyków taniec ten zwany jest powszechnie beginką.